# Tech 3 Mistral 610
Tech 3 Mistral 610 — гоночный мотоцикл, выпускаемый французской компании Tech 3 c 2010 года для участия в шоссейно-кольцевых мотогонках MotoGP в классе Moto2.

## Название
Модель получила своё название от одноименного ветра, дующего над знаменитым автомотодромом «Поль Рикар» в северной Франции. Цифры означают объем двигателя 6 см³ и год запуска модели 2010.
Неофициально мотоцикл ещё называют «мини Yamaha M1» из-за её визуальной схожести.

## Результаты
Tech 3 Mistral 610 дебютировал в чемпионатах мира по шоссейно-кольцевых мотогонках MotoGP в первой гонке новосозданной категории Moto2, на Гран-при Катара 2010 года. В течение дебютного года на мотоциклах выступали Юки Такахаси и Рафаеле де Роза; первый выиграл Гран-при Каталонии, был вторым в Чехии и ещё 5 раз попадал в очковую зону, второй получил лишь 4 очка, закончив множество гонок досрочно.
В следующим году на Мистрали выступали Брэдли Смит, Майк Ди Мелио и Ксавье Симеон; первый трижды попадал на подиум, тогда как другие получили только несколько очков.
В сезоне 2012 года на мотоцикле соревновались Брэдли Смит и Ксавье Симеон, одну гонку проехал на нём также Жорди Торрес. Никто из гонщиков не попадал на гонку в течение сезона: мотоцикл оказался неконкурентоспособный с сравнение с Suter MMX2 и Kalex Moto2.
Сезон 2013 года оказался ещё менее успешным: гонщики Дэнни Кент и Луи Росси, а также Люки Маяса (только 2 гонки), лишь эпизодически получали очки.
В сезоне 2014 года на Mistral 610 выступали Марсель Шрёттер, Алекс Маринеларена и Рикард Кардус.